# Jonathan Teplitzky
Jonathan Teplitzky es un escritor y director de cine australiano, que ha dirigido las películas Better Than Sex (2000), Gettin' Square (2003), Burning Man (2011) y The Railway Man (2013).
Teplitzky ganó un premio BAFTA en 1993 por su trabajo en el documental de la BBC A Vampire’s Life sobre la escritora Anne Rice.